# John Spencer (Snookerspieler)/Erfolge

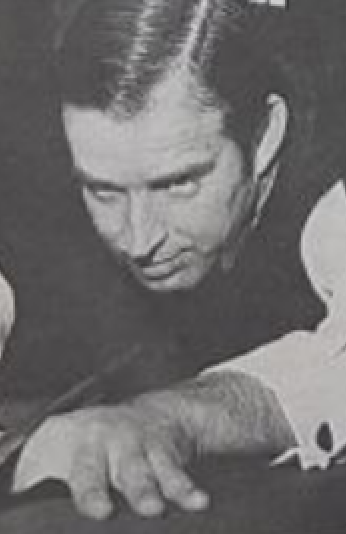
John Spencer (1971)

Diese Liste führt die Erfolge des Snookerspielers John Spencer auf. Der Engländer Spencer war von 1967/1968 bis 1994 Profispieler und gewann in dieser Zeit dreimal die Snookerweltmeisterschaft.  Des Weiteren siegte er unter anderem einmal beim Masters, ist aber mangels eines Sieges bei der UK Championship nicht Mitglied der sogenannten Triple Crown.
Als Jugendlicher bereits im Snooker erfolgreich, entdeckte Spencer nach mehreren Jahren Abstinenz den Snookersport wieder für sich. Schnell war er einer der führenden britischen Amateure, bis er Ende der 1960er-Jahre unter anderem zusammen mit Ray Reardon Profispieler wurde. Spencer, Reardon und Alex Higgins prägten den Sport in den folgenden Jahren und machten ihn wieder populär. Spencer wurde 1969 und 1971 Weltmeister, konnte aber vor allem bei kleineren Turnieren wie dem Pot Black Erfolge feiern. Bei einem Autounfall 1974 wurde sein Queue zerstört, was seine Spielweise beeinflusste, bei der die Spielballkontrolle mit dem Queue ein wichtiger Bestandteil war. Deshalb verschlechterten sich für einige Zeit seine Ergebnisse. Mit einem neuen Queue kam er aber zu alter Form zurück und gewann das Masters 1975 und die Weltmeisterschaft 1977. Für eine Saison belegte er auch den zweiten Platz der Rangliste. Danach blieben aber Erfolge bei wichtigen Turnieren aus.
Spencers Maximum Break beim Holsten Lager International 1979 hätte mehrere historische Marken setzen können, doch verschiedene zufällige Umstände verhinderten dies. So waren die Taschen des Snookertisches zu groß und damit das Lochen der Bälle einfacher, wodurch eine offizielle Anerkennung des 147er-Breaks ausblieb. Anfang der 1980er-Jahre reichten seine Ergebnisse gerade so noch für einen Platz in den Top 16, ehe seine Form einbrach. Schuld dafür war eine Diplopie als Symptom der Krankheit Myasthenia gravis. Die Behandlung dieser Krankheit verursachte bei ihm psychische Probleme. Mit immer schlechteren Ergebnissen beendete er Anfang der 1990er seine Karriere als Spieler, doch Spencer war bereits als TV-Kommentator und Funktionär tätig. So war er von 1990 bis 1996 Vorsitzender des Weltverbandes. 2003 wurde bei ihm Krebs diagnostiziert, dessen Behandlung er 2005 einstellen ließ. In den folgenden Monaten schrieb er seine Autobiografie und sammelte Spenden für die Myasthenia Gravis Association. Noch zu Lebzeiten mit zwei Auszeichnungen im Snooker bedacht worden, wurde Spencer einige Jahre nach seinem Tod im Juli 2006 in die Snooker Hall of Fame aufgenommen.

## Ranglistenpositionen und Erfolge bei der Triple Crown
Diese Tabelle zeigt die Ranglistenpositionen von John Spencer während seiner Karriere und das Abschneiden in den Triple-Crown-Turnieren, wobei die jeweiligen Ausgaben der Turniere sowie die jeweiligen Weltranglisten verlinkt sind.
| Turnier                          | 1968/ 69          | 1969/ 70          | 1970/ 71          | 1971/ 72          | 1972/ 73          | 1973/ 74          | 1974/ 75          | 1975/ 76          | 1976/ 77          | 1977/ 78 | 1978/ 79 | 1979/ 80 | 1980/ 81 | 1981/ 82 | 1982/ 83 | 1983/ 84 | 1984/ 85 | 1985/ 86 | 1986/ 87 | 1987/ 88 | 1988/ 89 | 1989/ 90 | 1990/ 91 | 1991/ 92 | 1992/ 93 | 1993/ 94 | Gesamt TS / TN |
| -------------------------------- | ----------------- | ----------------- | ----------------- | ----------------- | ----------------- | ----------------- | ----------------- | ----------------- | ----------------- | -------- | -------- | -------- | -------- | -------- | -------- | -------- | -------- | -------- | -------- | -------- | -------- | -------- | -------- | -------- | -------- | -------- | -------------- |
| \| Weltrangliste WRL \| AP EP \| | keine Rangliste   | keine Rangliste   | keine Rangliste   | keine Rangliste   | keine Rangliste   | keine Rangliste   | keine Rangliste   | 6                 | 8                 | 2        | 4        | 4        | 15       | 14       | 12       | 16       | 13       | 20       | 34       | 28       | 27       | 38       | 55       | 85       | 155      | 297      | Gesamt TS / TN |
| Triple-Crown-Turniere            |                   |                   |                   |                   |                   |                   |                   |                   |                   |          |          |          |          |          |          |          |          |          |          |          |          |          |          |          |          |          |                |
| UK Championship                  | nicht ausgetragen | nicht ausgetragen | nicht ausgetragen | nicht ausgetragen | nicht ausgetragen | nicht ausgetragen | nicht ausgetragen | nicht ausgetragen | nicht ausgetragen | AF       | AF       | AF       | R1       | R1       | VF       | AF       | R1       | R2       | AF       | R1       | R1       | R1       | QR       | QR       | –        | –        | 0 / 15         |
| Masters                          | nicht ausgetragen | nicht ausgetragen | nicht ausgetragen | nicht ausgetragen | nicht ausgetragen | nicht ausgetragen | S                 | HF                | VF                | HF       | VF       | HF       | HF       | R1       | –        | VF       | VF       | –        | –        | –        | –        | –        | –        | –        | –        | –        | 1 / 10         |
| Weltmeisterschaft                | S                 | HF                | S                 | F                 | HF                | AF                | VF                | VF                | S                 | AF       | AF       | AF       | AF       | AF       | AF       | AF       | R1       | R1       | QR       | QR       | QR       | QR       | QR       | QR       | –        | –        | 3 / 24         |
| Weltrangliste WRL                | AP EP             |                   |                   |                   |                   |                   |                   |                   |                   |          |          |          |          |          |          |          |          |          |          |          |          |          |          |          |          |          |                |

| Legende | Legende                               |
| ------- | ------------------------------------- |
| S       | Sieger                                |
| F       | Finalist                              |
| HF      | Halbfinalist                          |
| VF      | Viertelfinalist                       |
| AF      | Achtelfinalist                        |
| LX      | Niederlage in der Runde der letzten X |
| RX      | Niederlage in Runde X                 |
| WR      | Niederlage in der Wildcardrunde       |
| QR      | Niederlage in der Qualifikation       |
| NQ      | Nicht qualifiziert                    |
| –       | nicht teilgenommen                    |
| –       | keine Weltranglistenplatzierung       |
| n. a.   | nicht ausgetragen                     |
| k. R.   | keine Rangliste                       |
| TS / TN | Turniersiege / Teilnahmen             |
| AP      | Ranglistenposition am Saisonbeginn    |
| EP      | Ranglistenposition am Saisonende      |

## Übersicht über die Finalteilnahmen
John Spencer zog bei professionellen Turnieren in 40 Endspiele ein, von denen er 23 für sich entscheiden konnte. Hinzu kommen noch sieben Finalteilnahmen bei wichtigen Amateurturnieren, wobei er hier viermal siegreich war, sowie ein zweiter Platz bei einem Amateurturnier mit Gruppenphase.

### Ranglistenturniere
Bei Ranglistenturnieren, also solchen Turnieren mit Einfluss auf die Snookerweltrangliste, erreichte Spencer tatsächlich nur einmal ein Endspiel, das er auch gewann. Das lag daran, dass während Spencers Hochphase nur die Snookerweltmeisterschaft ein Ranglistenturnier war und das auch erst ab Mitte der 1970er-Jahre.
Farbbedeutungen: Turnier der Triple Crown
| Ergebnis | Jahr | Turnier                  | Gegner im Finale | Endstand |
| -------- | ---- | ------------------------ | ---------------- | -------- |
| Sieger   | 1977 | Snookerweltmeisterschaft | Cliff Thorburn   | 25:21    |

### Einladungsturniere
Bei Einladungsturnieren, also Turniere ohne Einfluss auf die Weltrangliste, für die eine Einladung zur Teilnahme notwendig ist, konnte Spencer bei 18 Finalteilnahmen 13 Turniersiege erringen.
Farbbedeutungen: Turnier der Triple Crown
| Ergebnis | Jahr | Turnier              | Gegner im Finale | Endstand     |
| -------- | ---- | -------------------- | ---------------- | ------------ |
| Finalist | 1969 | Pot Black            | Ray Reardon      | 29:88 1      |
| Sieger   | 1970 | Pot Black            | Ray Reardon      | 88:27 1      |
| Sieger   | 1971 | Pot Black            | Fred Davis       | 61:40 1      |
| Finalist | 1971 | Park Drive 600       | Ray Reardon      | 0:4          |
| Sieger   | 1973 | Park Drive 1000      | Jackie Rea       | 3:2          |
| Sieger   | 1973 | Norwich Union Open   | John Pulman      | 8:7          |
| Sieger   | 1974 | Norwich Union Open   | Ray Reardon      | 10:9         |
| Sieger   | 1975 | Masters              | Ray Reardon      | 9:8          |
| Sieger   | 1975 | Ireland Tournament   | Alex Higgins     | 9:8          |
| Sieger   | 1976 | Pot Black            | Alex Higgins     | 69:42 1      |
| Sieger   | 1976 | Ireland Tournament   | Alex Higgins     | 5:0          |
| Sieger   | 1978 | Irish Masters        | Doug Mountjoy    | 5:3          |
| Sieger   | 1979 | Bombay International | Gruppenphase     | Gruppenphase |
| Sieger   | 1980 | Classic              | Alex Higgins     | 4:3          |
| Sieger   | 1980 | Australian Masters   | Dennis Taylor    | unbekannt    |
| Finalist | 1981 | Australian Masters   | Tony Meo         | 0:3          |
| Finalist | 1982 | Highland Masters     | Ray Reardon      | 4:11         |
| Finalist | 1984 | Pot Black            | Terry Griffiths  | 1:2          |

### Non-Ranking-Turniere
Bei sogenannten Non-Ranking-Turnieren stand Spencer 13 Mal im Finale, wobei er fünf Endspiele für sich entscheiden konnte. Ein Non-Ranking-Turnier ist in etwa ein Turnier, bei dem es für eine Teilnahme keine Einladung braucht, das aber trotzdem keinen Einfluss auf die Weltrangliste hat. Darunter sind im Falle von Spencer auch drei WM-Endspiele.
Farbbedeutungen: Turnier der Triple Crown
| Ergebnis | Jahr | Turnier                     | Gegner im Finale | Endstand |
| -------- | ---- | --------------------------- | ---------------- | -------- |
| Sieger   | 1969 | Snookerweltmeisterschaft    | Gary Owen        | 46:27    |
| Sieger   | 1971 | Snookerweltmeisterschaft    | Warren Simpson   | 37:29    |
| Finalist | 1972 | Snookerweltmeisterschaft    | Alex Higgins     | 32:37    |
| Finalist | 1974 | Pontins Professional        | Ray Reardon      | 9:10     |
| Finalist | 1975 | Pontins Professional        | Ray Reardon      | 4:10     |
| Sieger   | 1976 | Canadian Open               | Alex Higgins     | 17:9     |
| Sieger   | 1977 | Pontins Professional        | John Pulman      | 7:5      |
| Finalist | 1977 | Canadian Open               | Alex Higgins     | 14:17    |
| Finalist | 1978 | Pontins Professional        | Ray Reardon      | 2:7      |
| Sieger   | 1979 | Holsten Lager International | Graham Miles     | 11:7     |
| Finalist | 1979 | Limosin International       | Eddie Charlton   | 19:23    |
| Finalist | 1984 | Pontins Professional        | Willie Thorne    | 7:9      |
| Finalist | 1985 | Pontins Professional        | Terry Griffiths  | 7:9      |

### Ligen
In den 1970er-Jahren wurden einige Turniere auch als „Liga“ gezeichnet, auch wenn sie nicht sonderlich anders waren als Einladungs- oder Non-Ranking-Turniere. Bei solchen Turniere konnte Spencer sechsmal das Endspiel erreichen, dreimal auch gewinnen.
| Ergebnis | Jahr | Turnier                      | Gegner im Finale | Endstand |
| -------- | ---- | ---------------------------- | ---------------- | -------- |
| Sieger   | 1971 | Park Drive 2000 – Spring     | Rex Williams     | 4:1      |
| Finalist | 1971 | Park Drive 2000 – Autumn     | Ray Reardon      | 3:4      |
| Finalist | 1972 | Men of the Midlands          | Alex Higgins     | 2:4      |
| Sieger   | 1972 | Park Drive 2000 – Spring     | Alex Higgins     | 4:3      |
| Sieger   | 1972 | Park Drive 2000 – Autumn     | Alex Higgins     | 5:3      |
| Finalist | 1979 | Forward Chemicals Tournament | Ray Reardon      | 6:9      |

### Teamwettbewerbe
Bei Teamwettbewerben stand Spencer zwei Mal im Finale, wobei er ein Mal zusammen mit seinen Teamkollegen gewinnen konnte.
| Ergebnis | Jahr | Turnier             | Teampartner              | Gegner im Finale                          | Endstand |
| -------- | ---- | ------------------- | ------------------------ | ----------------------------------------- | -------- |
| Finalist | 1979 | World Challenge Cup | Fred Davis Graham Miles  | Terry Griffiths Doug Mountjoy Ray Reardon | 3:14     |
| Sieger   | 1981 | World Team Classic  | Steve Davis David Taylor | Terry Griffiths Doug Mountjoy Ray Reardon | 4:3      |

### Amateurturniere
Bei wichtigen Amateurturnieren erreichte Spencer insgesamt sieben Mal ein Endspiel, das er viermal gewinnen konnte, sowie einen weiteren zweiten Platz.
| Ergebnis         | Jahr | Turnier                              | Gegner im Finale | Endstand     |
| ---------------- | ---- | ------------------------------------ | ---------------- | ------------ |
| Sieger           | 1964 | English Amateur Championship – North | George Scott     | 6:5          |
| Finalist         | 1964 | English Amateur Championship         | Ray Reardon      | 8:11         |
| Sieger           | 1965 | English Amateur Championship – North | unbekannt        | unbekannt    |
| Finalist         | 1965 | English Amateur Championship         | Pat Houlihan     | 3:11         |
| Sieger           | 1966 | English Amateur Championship – North | unbekannt        | unbekannt    |
| Sieger           | 1966 | English Amateur Championship         | Marcus Owen      | 11:5         |
| Zweitplatzierter | 1966 | Amateurweltmeisterschaft             | Gruppenphase     | Gruppenphase |
| Finalist         | 1974 | Pontins Spring Open                  | Doug Mountjoy    | 4:7          |